# Rosewell
Rosewell är en ort i Storbritannien.   Den ligger i kommunen Midlothian och riksdelen Skottland, i den centrala delen av landet, 500 km norr om huvudstaden London. Rosewell ligger 154 meter över havet och antalet invånare är 1 120.
Terrängen runt Rosewell är platt österut, men västerut är den kuperad.Runt Rosewell är det tätbefolkat, med 636 invånare per kvadratkilometer. Närmaste större samhälle är Edinburgh, 11,9 km norr om Rosewell. Runt Rosewell är det i huvudsak tätbebyggt.